# 混養

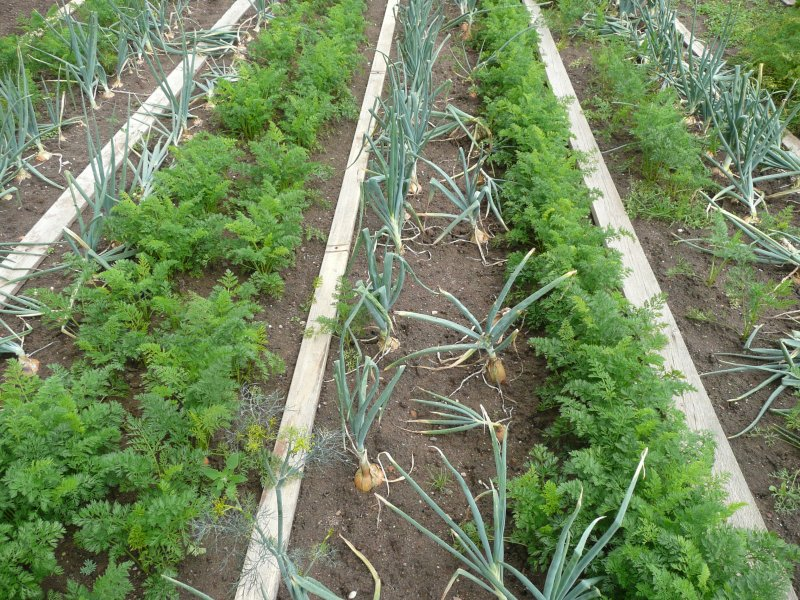
胡蘿蔔和洋蔥混合種植。

混養在同一空間使用多種作物或多樣動物，為模仿多樣性的自然生態系統提供作物多樣性，避免單一作物或單一作物的大型景觀。 它包括間作，伴生種植，有益野草和小麥作物。它是在同一時間和不止一種種植植物或多樣動物的地方。混養是永久養殖的原則之一。

## 優勢
混合種植，雖然經常需要更多的勞動，但比單一栽培有兩個主要優點。
多養殖減少對疾病的易感性。在同一領域種植幾種水稻品種的產量提高了89％，主要是因為疾病發生率急劇下降（94％），可以減少使用農藥甚至不用農藥。

### 引用
1. ↑  . Thompson & Morgan.   [14 June 2016]. （原始内容存档于2018-01-02）.
2. ↑  Youyong Zhu;  et al. . Nature. 2000, (406): 718–722. doi:10.1038/35021046. （原始内容存档于2011-11-18）.

## 外部連結
- Crop rotation and polyculture
- Polycultures in the Brazilian drylands （页面存档备份，存于）
- Polyculture and disease prevention （页面存档备份，存于）
- PolyCultures: Food Where We Live （页面存档备份，存于）
- Integrated Polyculture Farming System （页面存档备份，存于）